# تحطم طائرة جون ف. كينيدي الابن
كان جون إف كينيدي الابن محامياً أمريكياً وصحفياً وناشر مجلة وابن الرئيس جون كنيدي. في 16 يوليو 1999، تُوفي كينيدي عندما تحطمت طائرته التي كانت تحلق فوق المحيط الأطلسي قبالة سواحل مارثا فينيارد، ماساتشوستس. كما كانت زوجته، كارولين بيسيت كينيدي، ونسيبته، لورين بيسيت، على متن الطائرة وماتتا. كانت طائرة بايبر بيه إيه-32 آر قد غادرت من مطار مقاطعة إسكس، وكان طريقها المقصود على طول ساحل كونيتيكت وعبر رود آيسلاند سوند إلى وجهتها النهائية لمطار مارثا فينيارد.
خلص التحقيق الرسمي الذي أجراه المجلس الوطني لسلامة النقل (NTSB) إلى أن كينيدي سقط ضحية لتَوَهانٌ حيِّزيّ بينما كان ينزل فوق الماء ليلاً وبالتالي فقد السيطرة على طائرته. لم يحمِّل كنيدي كفاءة الطيران على العدادات، ولذلك لم يكن معتمداً إلا على اللطيران وفقاً لقواعد الطيران المرئي. في وقت التحطم، كان الطقس والظروف المحيطة تحجب جميع المعالم الأساسية، مما يجعل الرحلة البصرية صعبة، على الرغم من أنه لا يزال مسموحاً قانونياً.

## وصلات خارجية
- NTSB Brief of Accident
- NTSB Docket and Docket Items - Accident ID NYC99MA178
- Weather.com Video: Why JFK Jr.'s Airplane Went Down 12/30/14